# Revista Contemporánea
Revista Contemporánea va ser una revista cultural publicada a Madrid entre 1875 i 1907, fundada per José del Perojo i que en els seus inicis serví com a vehicle introductor d'idees neokantianes i positivistes a Espanya. Tanmateix, després de dificultats econòmiques, la revista fou traspassada en 1879 a un nou propietari, José de Cárdenas y Uriarte, qui modificà la línia editorial notablement. Foren directors de la publicació, endemés de Del Perojo y Cárdenas, Rafael Álvarez Sereix i Francisco de Asís Pacheco.